# Simone Grillo
Simone Grillo (Genova, XIII secolo – dopo il 1289) è stato un politico e ammiraglio italiano appartenente a una delle famiglie nobiliari più influenti della Repubblica di Genova.

## Biografia
Nato probabilmente nel primo quarto del XIII secolo in una famiglia genovese di parte ghibellina, Simone Grillo fu un personaggio di spicco nei circoli politici e militari della Repubblica di Genova. La sua carriera pubblica iniziò negli anni 50 del secolo, quando fu chiamato a partecipare alla ratifica degli accordi di Santa Igia (1256), volti a mettere il Giudicato di Cagliari sotto la tutela genovese. Tuttavia, il tentativo di controllo genovese fallì a causa della reazione pisana, che divise il Giudicato e mise il castello di Cagliari sotto il proprio controllo.
Nonostante i cambiamenti politici e il regime del capitano del Popolo Guglielmo Boccanegra, egli riuscì a mantenere un ruolo attivo. Partecipò alla ratifica di accordi importanti, tra cui il trattato segreto con l'imperatore bizantino Michele VIII Paleologo (1261), volto a restaurare l'Impero bizantino a Costantinopoli. Questo accordo, inizialmente controverso, fu uno dei motivi della caduta del Boccanegra, ma Simone continuò a partecipare alla vita politica della Repubblica.
Nel luglio 1262, dopo la caduta del Boccanegra, Simone fu di nuovo membro del Consilium e contribuì alla ratifica di un accordo con Carlo d'Angiò e a una serie di decisioni finanziarie cruciali per Genova. L'anno successivo, affrontò con successo una crisi navale dopo la sconfitta genovese a Sapienza. Nonostante le tensioni interne e i sospetti di ambizioni personali, Simone ottenne il comando di una nuova flotta e inflisse una pesante sconfitta alla flotta veneziana nell'Adriatico, infliggendo danni significativi all'economia di Venezia e rafforzando l'alleanza genovese con Filippo di Montfort, signore di Tiro.
Nel periodo di governo dei capitani del Popolo Oberto Doria e Oberto Spinola (1270-1276), riuscì ad incrementare ulteriormente il suo potere e la sua influenza. Partecipò a commissioni e trattative cruciali, come la risoluzione delle questioni connesse con l'acquisizione di territori nell'estrema Riviera di Levante.
Dopo il 1289 sparisce da ogni fonte storica, quindi non possiamo fornire una data e luogo certo di decesso.